# تپه امتلر
تپه امتلر مربوط به هزاره اول - دوران‌های تاریخی پس از اسلام است و در شهرستان رزن، بخش مرکزی، روستای امتلر واقع شده و این اثر در تاریخ ۱۱ شهریور ۱۳۸۲ با شمارهٔ ثبت ۹۸۵۷ به‌عنوان یکی از آثار ملی ایران به ثبت رسیده است.